# Glencore
Glencore plc, una multinacional con sede en Suiza, se considera la principal empresa privada dedicada a la compraventa y producción de materias primas y alimentos del mundo. En el año 2010 su facturación fue de 145 000 millones de dólares, un 36 % más que en 2009, y el beneficio neto mejoró un 41 % situándose en 3800 millones. Glencore cuenta con más de 190 000 empleados (incluyendo contratistas) y tiene activos en 30 países. Su tasación previa a su salida a bolsa el 24 de mayo de 2011 fue de 22 820 millones de dólares (15 727 millones de euros).
Glencore controla el 50 % del mercado mundial de cobre, el 60 % de zinc, el 38 % de alúmina, el 28 % de carbón para centrales térmicas, el 45 % de plomo.[cita requerida]
En alimentos básicos controla casi el 10 % de trigo del mundo, cerca del 25 % del mercado mundial de cebada, girasol y colza. Glencore posee cerca de 300 000 hectáreas de tierras de cultivo siendo uno de los mayores productores del mundo de grano.
Glencore es el primer accionista de Xstrata con una participación de alrededor del 34% .
En 2021 Glencore compró la participación accionaria de sus socios BHP Billiton y Anglo American en el Cerrejón, convirtiéndose así en su único propietario.
En 2022, Glencore se declaró culpable de soborno en Estados Unidos, Brasil y Reino Unido, poniendo fin a los procedimientos en los tres países a cambio de una multa (estimada en 1.500 millones de dólares). Otros procedimientos en Suiza y los Países Bajos siguen activos.
En 2023, Glencore fue multada con 428 millones de dólares y confiscó 272 millones en Estados Unidos por sus actividades corruptas en Brasil, Camerún, Costa de Marfil, Guinea Ecuatorial, Nigeria, y República Democrática del Congo. Según el tribunal, Glencore pagó más de 100 millones de dólares para sobornar a diversos dirigentes de estos países.
En 2023, Glencore registra unos beneficios récord de 34.100 millones de dólares. La deuda de la empresa baja de 6.000 millones a finales de 2021 a unos 75 millones a finales de 2022. Los altos precios del petróleo y del carbón explican estas muy buenas cifras.

## Presencia en Perú

### Compañía Minera Antapaccay
Son una empresa minera de cobre ubicada en la provincia de Espinar, región Cusco en Perú que perteneciente a Glencore. Empezó operaciones en noviembre del 2012 dando continuidad a la mina Tintaya que había empezado un proceso de cierre.
Esta compañía minera ha estado involucrada en casos de violación de derechos humanos y conflictos sociales debido a la intoxicación por metales pesados de los habitantes, los cuerpos de agua de la provincia de Espinar y la afectación de la seguridad hídrica de estas personas.
La posición de Glencore es que la contaminación es un fenómeno natural, sin embargo los datos históricos y actuales sindican que la contaminación proviene de la actividad minera.
Mediante las resoluciones N° 00144-2023-OEFA/DSEM y N° 00142-2023-OEFA/DSEM, OEFA impuso medidas administrativas a la compañía minera Antapaccay dada la relación probada entre la contaminación en el provincia de Espinar y las operaciones mineras de esta compañía, directamente por exceder las concentraciones de PM10 en sus emisiones.

### Presencia en Colombia
Glencore explota la mina de carbón a cielo abierto de El Cerrejón, en el departamento de La Guajira. El peso económico de El Cerrejón es considerable. Por sí solo representa el 43% del producto interior bruto (PIB) de La Guajira, es decir, el 0,7% del PIB de Colombia, y miles de empleos directos e indirectos.
La comunidad de 1.200 familias afrocolombianas de Tabaco, en el municipio de Hatonuevo, en el centro del departamento, fue expulsada de sus tierras a principios de la década de 2000 para dar paso a un proyecto de expansión minera. La empresa minera empezó por desecar el río Tabaco aguas arriba, hormigonando y desviando los cursos de agua subterráneos que lo alimentaban. La comunidad resistió todo lo que pudo, pero la llegada de hombres armados - "paramilitares a sueldo de la empresa minera", según ella - acabó provocando la evacuación violenta de la zona.  En 2014, y de nuevo tres años después, los tribunales colombianos ordenaron a la mina el pago de indemnizaciones y el realojo de la comunidad en tierras productivas, pero diez años después las indemnizaciones siguen sin pagarse, y el municipio de Hatonuevo, responsable de la construcción del nuevo pueblo de Tabaco, no ha comenzado las obras.
Los daños causados al medio ambiente y a las comunidades indígenas llevaron al gobierno colombiano a intentar restringir las actividades de la mina, pero sin éxito. El Arbitraje de diferencias inversor-estado (ISDS, por sus siglas en inglés) ha permitido al gigante minero recibir una indemnización de Colombia. El primer procedimiento, iniciado en 2016, se saldó con una decisión favorable a la empresa en agosto de 2019. El arbitraje internacional obligaba a Colombia a reembolsar e indemnizar a Glencore. Le había impuesto una multa fiscal de algo más de 19 millones de dólares en 2016 por haber subestimado las regalías debidas a cambio de explotar la mina. El ISDS es criticada por no tener en cuenta el medio ambiente ni los derechos humanos.
El Presidente Gustavo Petro, elegido en agosto de 2022 con una plataforma ecologista de izquierdas, intentó contrarrestar los planes de expansión de Glencore. El 2 de julio de 2023, declaró un "estado de emergencia económica, social y ecológica en la Guajira", un régimen legal que congela todos los nuevos proyectos industriales en la región. Aunque la Corte Constitucional anuló parcialmente esta decisión en octubre de 2023, la multinacional suiza decidió responder solicitando un arbitraje internacional por cuarta vez desde 2016.